# Aberfeldy Single Malt
Aberfeldy is een Schotse destilleerderij opgericht in 1898 door de gebroeders Dewar, in de plaats Aberfeldy (Perth and Kinross) die al in 1896 begonnen waren met de bouw van de benodigde gebouwen. De productiecapaciteit van de destilleerderij is 2,1 miljoen liter per jaar.

## Geschiedenis
De distilleerderij is in zijn geschiedenis enkele malen gesloten geweest door een gebrek aan gerst. De eerste keer was in 1917, toen tijdens de Eerste Wereldoorlog de toevoer werd verstoord. In 1919 werd de destilleerderij heropend. In 1925 fuseerde het bedrijf met Buchanan's en Johnnie Walker onder de naam The Distillers Company (DCL). In 1942 werd de destilleerderij voor een tweede keer gesloten vanwege een tekort aan gerst, ditmaal door het uitbreken van de Tweede Wereldoorlog. In 1944 heropende het bedrijf. In 1972 werd de productiecapaciteit verdubbeld door de plaatsing van twee distilleerketels. In 1998 kreeg het bedrijf zijn originele naam terug, John Dewar & Sons Ltd, waarna het in 1999 de twaalfjarige single malt Aberfeldy introduceerde.

## Eigenschappen
De smaak van de whisky's onder de merknaam Aberfeldy onderscheiden zich door een olieachtige, krachtige en fruitige smaak.

## Producten
Huidige bottelingen
- Aberfeldy 12 jaar 40%
- Aberfeldy 21 jaar 40%

Eerdere bottelingen
- Aberfeldy Flora en Fauna 15 jaar 43%
- Aberfeldy 40 jaar 40%
- Aberfeldy 1980 Cask Strength Limited Bottling 62%

Onafhankelijke bottelingen Gordon & Macphail
- Aberfeldy 1989 Connoisseurs Choice 27 jaar 40%
- Aberfeldy Connoisseurs Choice 20 jaar 40%

Onafhankelijke bottelingen Signatory
- Aberfeldy 1994 Signatory 12 jaar 43% (slechts 409 flessen)
- Aberfeldy 1978 Signatory 43%

## Externe link

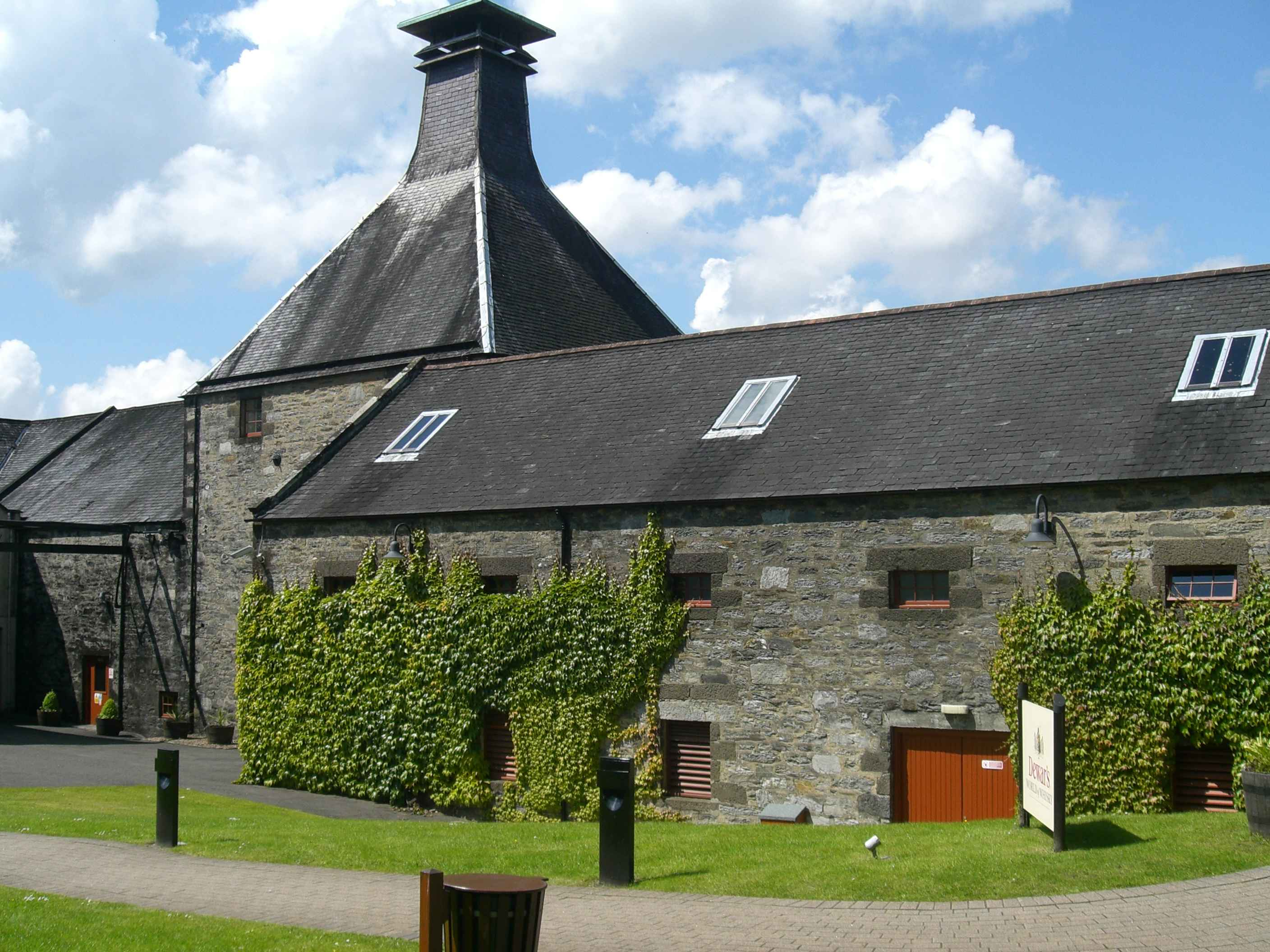
De distilleerderij van Aberfeldy
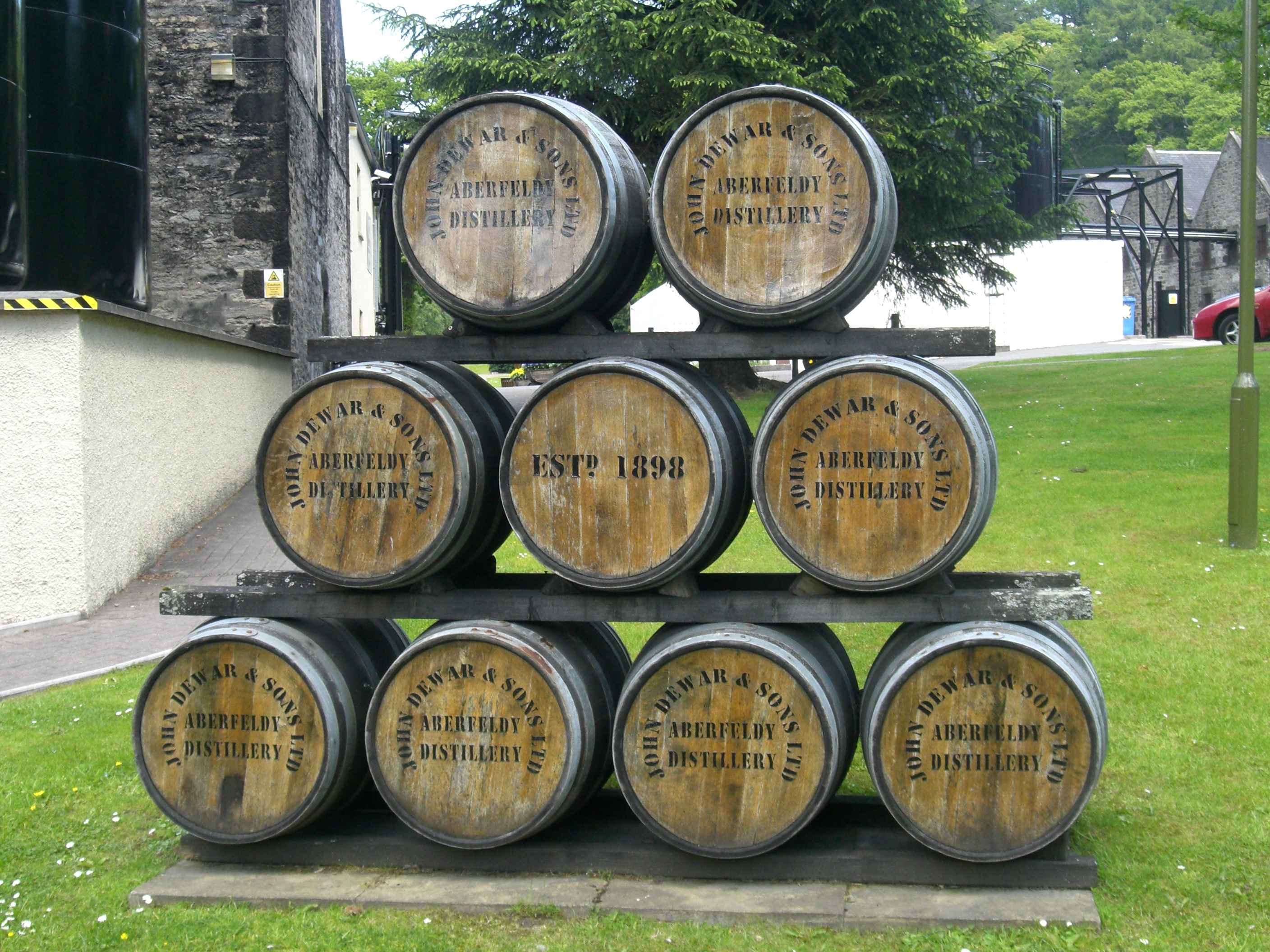
Vaten bij de destilleerderij van Aberfeldy